# メルボルン動物園
メルボルン動物園（Melbourne Zoo）は、オーストラリアのビクトリア州・メルボルンに所在する動物園。正式名称はRoyal Melbourne Zoological Gardens。最寄り駅はロイヤル・パーク駅。

## 概要
メルボルン動物園は1862年10月6日に開園。ロンドン動物園をモデルに建設された。本動物園はオーストラリア動物園水族館協会、世界協会に加盟している。320種類
、5120頭が生息している。